# Inocenc Ladislav Červinka
Inocenc Ladislav Červinka (Břest, 1869. február 1. – Brno, 1952. október 3.) a 19. század végének és a 20. század elejének legjelentősebb morva régésze, gyűjtő, tudományos szervező. A cseh numizmatika alapítója, történeti földrajzzal és honismerettel is foglalkozott.

## Élete
Eredetileg 1890-1905 között Uherské Hradištěben volt földmérő. A 19. század végén Kojetínben létrehozta Morvaország egyik legnagyobb régészeti magángyűjteményét. 1903-tól műemlékvédelmi konzervátor lett. 1906-ban a Morva Régészeti Klub alapítója.
1919-1937 között Morvaország és Szilézia konzervátora a prágai Állami Régészeti Intézetben. 1924-től a Morva Állami Múzeum munkatársa. 1927-ben a Masaryk Egyetemen filozófiai doktorátust szerzett, s népművelési biztossá nevezték ki. 1933-ig vezette az őskori részleget.
Első gyűjteményét a brünni Morva Állami Múzeum vásárolta meg, a későbbit a prágai Cseh Nemzeti Múzeum. 1903-ban magánkiadásban jelentette meg a Pravěk folyóiratot, mely 1907-től a Morva, 1911-től a Cseh Régész Klub kiadásában jelent meg.

## Művei
- 1896 Pravěká hradiska na Moravě
- 1902 Morava za pravěku
- 1902 Kostrový hrob u Slavkova a gallské starožitnosti na Moravě. Časopis vlasteneckého muzejního spolku v Olomouci XIX, 1-11.
- 1908 O pokolení skrčených koster na Moravě
- 1909 O nejstarších mohylách Moravských. Pravěk V, 114-143.
- 1914 Hradiska pravěká, hrady, hrádky a tvrze na Moravě. Časopis vlasteneckého muzejního spolku v Olomouci XXXVI, 69-102.
- 1914 Kultura gallská na Moravě. Časopis moravského zemského musea XIV, 159-200.
- 1927 Pravěk zemí českých
- 1928 Slované na Moravě a říše Velkomoravská
- 1937 Germáni na Moravě – Archeologický přehled o původu deformovaných lebek ve střední Evropě. Anthropologie XIV/1936, 107-146.
- 1948 Hradiště a Velehrady na Moravě

### Művei
- Jaroslav Joza–Jozef Butvin–František Červinka: Történelem. Az alapfokú kilencéves iskola 8. évfolyama számára; ford. Hostok István, Párkány Antal; Pedagogické nakladateľstvo, Bratislava, 1963